# Rajon Nowoukrajinka
Der Rajon Nowoukrajinka (ukrainisch Новоукраїнський район/Nowoukrajinskyj rajon; russisch Новоукраинский район/Nowoukrainski rajon) ist ein ukrainischer Rajon mit etwa 130.000 Einwohnern. Er liegt in der Oblast Kirowohrad und hat eine Fläche von 5196 km², der Verwaltungssitz befindet sich in der namensgebenden Stadt Nowoukrajinka.

## Geographie
Der Rajon liegt im mittleren Westen der Oblast Kirowohrad und grenzt im Norden an den Rajon Swenyhorodka (in der Oblast Tscherkassy gelegen), im Nordosten an den Rajon Tscherkassy (Oblast Tscherkassy), im Osten an den Rajon Kropywnyzkyj, im Süden an den Rajon Wosnessensk (in der Oblast Mykolajiw gelegen), im Südwesten an den Rajon Perwomajsk (Oblast Mykolajiw) sowie im Westen an den Rajon Holowaniwsk.

## Geschichte
Der Rajon wurde am 7. März 1923 gegründet, seit 1992 ist er Teil der heutigen Ukraine. Am 17. Juli 2020 kam es im Zuge einer großen Rajonsreform zur Auflösung des alten Rajons und einer Neugründung unter Vergrößerung des Rajonsgebietes um die Rajone Dobrowelytschkiwka, Mala Wyska und Nowomyrhorod.

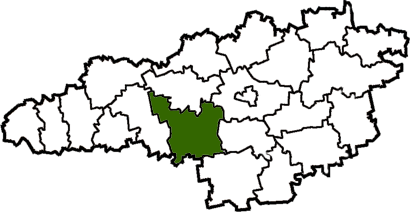
Rajon Nowoukrajinka bis Juli 2020
Rajonsgebiet ab Juli 2020

## Administrative Gliederung
Auf kommunaler Ebene ist der Rajon in 13 Hromadas (4 Stadtgemeinden, 2 Siedlungsgemeinden und 7 Landgemeinden) unterteilt, denen jeweils einzelne Ortschaften untergeordnet sind.
Zum Verwaltungsgebiet gehören:
- 4 Städte
- 3 Siedlungen städtischen Typs
- 231 Dörfer
- 4 Ansiedlungen

Die Hromadas sind im Einzelnen:
- Stadtgemeinde Nowoukrajinka
- Stadtgemeinde Mala Wyska
- Stadtgemeinde Nowomyrhorod
- Stadtgemeinde Pomitschna
- Siedlungsgemeinde Dobrowelytschkiwka
- Siedlungsgemeinde Smoline
- Landgemeinde Hanniwka
- Landgemeinde Hlodossy
- Landgemeinde Marjaniwka
- Landgemeinde Pischtschanyj Brid
- Landgemeinde Riwne
- Landgemeinde Slynka
- Landgemeinde Tyschkiwka